# Melancolia Americana
Melancolia Americana. Portraits ist eine Aufsatzsammlung von Jürg Federspiel. Das Buch erschien 1994 im Limmat Verlag in Zürich.

## Inhalt
Melancolia Americana besteht aus zwölf pointierten Kurzportraits von Schriftstellern. Mit der Ausnahme von Blaise Cendrars handelt es sich hierbei um amerikanische Autoren.

### Vom Schuhputzer zum Millionär: Horatio Alger
Der im 19. Jahrhundert sehr erfolgreiche Jugendbuchautor Horatio Alger, der nach altbewährtem Schema in seinen Werken immer wieder den American Dream idealisiert hatte, wird dargestellt. Es wird auf die Diskrepanz zwischen seiner eigenen Homosexualität und der Verteidigung puritanischer Werte hingewiesen. Am Schluss wird bemerkt, dass schon um 1930 von seiner früheren Bekanntheit nichts mehr übriggeblieben war.

### Ein Johannes der Schlachthöfe: Upton Sinclair
Upton Sinclair wurde 1905 durch die Veröffentlichung seines sozialkritischen Romans Der Sumpf (später: Der Dschungel) bekannt. Er erwarb sich den Ruf eines Nestbeschmutzers. Federspiel weist darauf hin, dass Sinclair trotz seiner vehementen Kritik an der Verflechtung von Religion und Macht in den USA ein Bewunderer Jesu Christi gewesen ist. Dass Sinclair nach seinem Tode in Vergessenheit geriet, relativierte er mit einem Zitat Jean-Paul Sartres, dass man vor allem für seine Zeit schreibe. Ein Kuriosum ist, dass Sinclair in 90 Lebensjahren auch 90 Bücher veröffentlicht hat.

### Der Unbekannte: Nathanael West
Federspiel stellt hier den Autor Nathanael West vor, der zuerst als Bohèmien lebte und sich erfolglos als Schriftsteller versuchte, ehe er nach Hollywood kam und seinen Roman Tag der Heuschrecke über die Zustände in der Filmindustrie schrieb. West, von der zeitgenössischen Literaturkritik geschmäht, wurde erst in der zweiten Hälfte des 20. Jahrhunderts wiederentdeckt und gefeiert. Dennoch ist er bis heute im deutschsprachigen Raum so gut wie unbekannt.

### Das Dasein als Abdeckerei: Horace McCoy
Als vierten Schriftsteller porträtiert Federspiel den ebenfalls in Deutschland unbekannten Horace McCoy. Er geht darauf ein, dass auch er einen Roman über Hollywood geschrieben hat und erfolgreicher Drehbuchautor war. An McCoys Roman Nur Pferden gibt man den Gnadenschuss bewundert Federspiel den Stil. Es ist „kein Zynismus, keine Ironie, bitterster Humor vielmehr.“

### Eine Concierge von geistigem Adel: Gertrude Stein
Gertrude Stein wird als eine Autorin beschrieben, die sehr viel von Literatur und Kunst versteht, ihren eigenen Einfluss auf die Literatur aber maßlos überschätzt. Federspiel würdigt sie dennoch als Wegbereiterin einer genuin amerikanischen Literatur und ihren Stellenwert in der Frauenbewegung.

### Erfolg und Zusammenbruch: Francis Scott Fitzgerald
Das Leben F. Scott Fitzgeralds war von Alkoholismus und der verzehrenden Liebe zu seiner Frau Zelda, die rasch an der Realität zerbrach und nervenkrank wurde, geprägt. Ausserhalb der Literatur erfolglos, wurde er mit seinem Roman Diesseits vom Paradies berühmt. Auch Scott Fitzgerald beschäftigte sich in seinen Werken mit dem Thema Hollywood. Seinen frühen Tod mit 44 Jahren scheint er vorausgeahnt zu haben.

### Ein Nein gegen den Tod: William Faulkner
Der Schriftsteller und Nobelpreisträger William Faulkner sticht durch seinen anspruchsvollen Umgang mit der Sprache und den Erzähltechniken hervor. Federspiel resümiert: „Faulkners Werk lebt, wie dasjenige der grössten Amerikaner, davon, dass er die Grösse der Menschen in der möglichen Unbesiegbarkeit sieht.“

### Respektabilität und Verdammnis: James Jones
James Jones wurde zu Lebzeiten nicht als ernstzunehmender Schriftsteller gesehen. Sein bedeutendstes Werk ist Verdammt in alle Ewigkeit über den Angriff der Japaner auf Angriff auf Pearl Harbor. Das Leitmotiv in Jones’ Œuvre sei nach Federspiel die Schwäche, sexuelle Frustration und innere Leere des amerikanischen Bürgers der Nachkriegszeit.

### Herz der Finsternis: Eugene O’Neill
Der vielfach ausgezeichnete Eugene O’Neill ist als Autor autobiographisch gefärbter Einakter bekannt geworden. Den American Dream sieht er als eine verpasste Chance, die sich zum Alptraum entwickelt habe, diese Erfahrung spiegelt sich auch in der Charakterisierung seiner literarischen Figuren wider.

### Vom endlosen Menschen. Etcetera: E. E. Cummings
In seinem zehnten Essay stellt Federspiel E. E. Cummings vor, der einer Welt gegenübersteht, die sich nicht für Kunst interessiert. Deshalb schreibe Cummings seine Bücher auch nicht für die sogenannten „Meisteleute“. Er sei überzeugt, dass „diese sogenannte Welt“ das Nichts ist.

### Der Tag nachher: Henry Miller
Henry Miller wird als ein Autor charakterisiert, der – im Gegensatz zu einigen der bisher beschriebenen Autoren – dem modernen Leben nicht zur Gänze abgeneigt ist. Er habe der ungehemmten Sexualität einen neuen Stellenwert in der Kultur, jenseits der Verdrängung und Verdammung eingeräumt.

### Der Weg am Ende der Welt: Blaise Cendrars
Blaise Cendrars war Weltreisender und Abenteurer. Ihn interessierte früh das Medium Film, das auch sein literarisches Schreiben beeinflusst hat. Federspiel bemerkt: „Blaise Cendrars ist zugleich ein Dichter der Verzauberung und der Entzauberung, und die Widersprüchlichkeiten, die sich überall bei ihm finden, verkörpern einzig die Antagonismen jeder Daseinsbejahung.“

### Ausgaben
- Jürg Federspiel: Melancolia Americana. Limmat, Zürich 1994 (Erstausgabe).